# Guilford (Maine)
Guilford es un pueblo ubicado en el condado de Piscataquis en el estado estadounidense de Maine. En el Censo de 2010 tenía una población de 1.521 habitantes y una densidad poblacional de 16,45 personas por km².

## Geografía
Guilford se encuentra ubicado en las coordenadas 45°12′22″N 69°20′25″O / 45.20611, -69.34028. Según la Oficina del Censo de los Estados Unidos, Guilford tiene una superficie total de 92.47 km², de la cual 90.33 km² corresponden a tierra firme y (2.32%) 2.15 km² es agua.

## Demografía
Según el censo de 2010, había 1.521 personas residiendo en Guilford. La densidad de población era de 16,45 hab./km². De los 1.521 habitantes, Guilford estaba compuesto por el 96.91% blancos, el 0.13% eran afroamericanos, el 0.53% eran amerindios, el 0.72% eran asiáticos, el 0.07% eran isleños del Pacífico, el 0.26% eran de otras razas y el 1.38% pertenecían a dos o más razas. Del total de la población el 0.66% eran hispanos o latinos de cualquier raza.